# Punktstyltmal
Punktstyltmal (Caloptilia populetorum) är en fjäril i familjen Styltmalar (Gracillariidae). Den har normalt en vingbredd på 11 till 14 millimeter. 
Fjärilen finns där det finns björkar. Den lägger sina ägg på nyligen utspruckna blad. 
Punktstyltmal har påträffats i norra Asien och stora delar av Europa (inte i de sydligare delarna). I Norden förekommer punktstyltmal i stort sett i den södra halvan, men saknas i de västligaste delarna. 